# Кнежевина Галилеја
Кнежевина Галилеја била је једна од крсташких држава у Светој земљи, формирана након завршетка Првог крсташког рата. Налазила се у вазалном односу према Јерусалимској краљевини. Имала је велики број вазала.
Држава је основана 1099. године када је бранилац Светог Гроба, Готфрид Бујонски доделио Танкреду Галилејском градове Тиберијаду, Хајфу и Бетсан. Држава је постојала до 1187. године када ју је освојио велики муслимански вођа Саладин.

## Кнежеви Галилеје
- Танкред Галилејски (1099—1101)
- Иго од Сент Омера (1101—1106)
- Гервис од Базоша (1106—1108)
- Танкред Галилејски (1109—1112)
- Жосцелин I од Куртенеа (1112—1119)
- Вилијам I од Бира (1120—1141)
- Елинард од Бира (1141—1148)
- Вилијам II од Бира (1148—1158)
- Готје од Сент Омера (1159—1171)
- Ремон III од Триполија (1171—1187)